# KBL 올스타전 2018-19
2018-2019 SKT 5GX 프로농구 올스타전은 2019년 1월 20일에 창원실내체육관에서 열린 KBL의 올스타전이다. 

## 올스타전 출전 선수
<굵은 글씨는 베스트 5>

### 양홍석 매직팀
- 감독 : 유도훈 (인천 전자랜드 엘리펀츠)
- 코치 : 박종천 (부산 KT 소닉붐), 버논 해밀턴 (전주 KCC 이지스)
- 가드 : 김선형 (서울 SK 나이츠), 마커스 포스터 (원주 DB 프로미), 전태풍 (전주 KCC 이지스), 이관희 (서울 삼성 썬더스), 허훈 (부산 KT 소닉붐)
- 포워드 : 양홍석 (부산 KT 소닉붐), 최진수 (고양 오리온 오리온스), 정효근 (인천 전자랜드 엘리펀츠), 송교창 (전주 KCC 이지스)
- 센터 : 유진 펠프스 (서울 삼성 썬더스), 김민욱 (부산 KT 소닉붐), 리온 윌리엄스 (원주 DB 프로미)

### 라건아 드림팀
- 감독 : 유재학 (울산 현대모비스 피버스)
- 코치 : 손창환 (안양 KGC 인삼공사), 김영만 (창원 LG 세이커스)
- 가드 : 이정현 (전주 KCC 이지스), 박찬희 (인천 전자랜드 엘리펀츠), 김시래 (창원 LG 세이커스), 박지훈 (안양 KGC 인삼공사), 조성민 (창원 LG 세이커스)
- 포워드 : 양희종 (안양 KGC 인삼공사), 강상재 (인천 전자랜드 엘리펀츠), 마커스 랜드리 (부산 KT 소닉붐), 윤호영 (원주 DB 프로미)
- 센터 : 라건아 (울산 현대모비스 피버스), 김종규 (창원 LG 세이커스), 대릴 먼로 (고양 오리온 오리온스)

## 덩크슛 컨테스트
<굵은 글씨는 우승자>

### 국내선수 덩크슛 컨테스트 참가 선수
- 서현석 (원주 DB 프로미)
- 배강률 (서울 삼성 썬더스)
- 최준용 (서울 SK 나이츠)
- 김종규 (창원 LG 세이커스)
- 김준형 (창원 LG 세이커스)
- 정효근 (인천 전자랜드 엘리펀츠)
- 양홍석 (부산 KT 소닉붐)

### 외국선수 덩크슛 컨테스트 참가 선수
- 마커스 포스터 (원주 DB 프로미)
- 찰스 로드 (인천 전자랜드 엘리펀츠)
- 저스틴 에드워즈 (안양 KGC 인삼공사)
- 마커스 랜드리 (부산 KT 소닉붐)
- 디제이 존슨 (울산 현대모비스 피버스)

## 3점슛 컨테스트
<굵은 글씨는 우승자>

### 3점슛 컨테스트 참가 선수
- 마커스 포스터 (원주 DB 프로미)
- 이관희 (서울 삼성 썬더스)
- 김선형 (서울 SK 나이츠)
- 조성민 (창원 LG 세이커스)
- 최진수 (고양 오리온 오리온스)
- 김낙현 (인천 전자랜드 엘리펀츠)
- 이정현 (전주 KCC 이지스)
- 배병준 (안양 KGC 인삼공사)
- 마커스 랜드리 (부산 KT 소닉붐)
- 이대성 (울산 현대모비스 피버스)

| KBL 올스타전                                    | KBL 올스타전                                     | KBL 올스타전         |
| ----------------------------------------------- | ------------------------------------------------ | -------------------- |
| 이전 대회                                       | 2018-2019 SKT 5GX 프로 농구 올스타전 (2019.1.20) | 다음 대회            |
| 2017-2018 정관장 프로 농구 올스타전 (2018.1.14) | 2018-2019 SKT 5GX 프로 농구 올스타전 (2019.1.20) | KBL 올스타전 2019-20 |